# Батет, Доминго
Доми́нго Бате́т Ме́стрес (исп. Domingo Batet Mestres; 30 августа 1872, Таррагона — 18 февраля 1937, Бургос) — испанский военный деятель, генерал.

## Офицер
Поступил в военную академию в 1887 году, после окончания получил офицерский чин. В 1895 лейтенант Батет добровольно отправился на Кубу, где шла война с повстанцами, неоднократно участвовал в боях и уже в следующем году за отличия был произведён в капитаны. С 1897 года он продолжал военную службу в Испании, с 1919 года — полковник.
В 1922 году Батету было поручено участвовать в работе комиссии под руководством генерала Пикассо, которая занималась выяснением причин поражений испанской армии во время войны в Марокко. Выполняя эти обязанности, он подготовил резко критический доклад с анализом деятельности участвовавшего в войне командного состава, одним из фигурантов которого являлся будущий каудильо Франсиско Франко. По данным Батета, Франко недостаточно часто находился вместе с солдатами, ссылаясь на болезнь, которая не мешала ему постоянно развлекаться в барах. Кроме того, Батет считал, что Франко добивался наград лишь за обычную служебную деятельность, а не за особые заслуги. Доклад был направлен тогдашнему военному министру Нисето Алькала Саморе, будущему первому президенту республики. Негативный отзыв Батета не повлиял, однако, на дальнейшую блестящую карьеру Франко.
После прихода к власти в Испании военного диктатора генерала Мигеля Примо де Риверы, Батет первоначально лояльно относился к его режиму, но затем стал оппозиционером.

## Генерал
В 1925 Батет был произведён в бригадные генералы и назначен командующим войсками в Аликанте, а затем в свой родной город Таррагону. Однако уже в 1926 он был обвинён в участии в военном заговоре против режима (так называемой Санхуанаде), но освобождён по решению Высшего военного совета. На момент провозглашения Испании республикой в 1931 он командовал войсками на Балеарских островах.
Свержение монархии в Испании ускорило служебное продвижение Батета, имевшего репутацию либерально настроенного военачальника. В 1931 он в чине дивизионного генерала был назначен генерал-капитаном Каталонии (сменив на этом посту генерала Лопеса Очоа), а после ликвидации должностей генерал-капитанов — командиром 4-й органической дивизии, расквартированной в Каталонии. В течение всего срока пребывания на этих постах он старался поддерживать позитивные отношения с гражданскими властями, отличался уважением к введённой с согласия центрального правительства каталонской автономии и стремился искать компромиссы во время осложнений во взаимоотношениях между военными кругами и властями автономии.

### Батет и восстание 1934 в Каталонии
6 октября 1934 администрация (Генералидад) каталонской автономии объявила о провозглашении Каталонского государства как составной части «Федеративной Испанской республики». Генерал Батет, сам являвшийся каталонцем, оказался выполнить требование главы Генералидада Льюиса Компаниса о поддержке независимой Каталонии и сохранил верность центральному правительству, приказавшему ему подавить восстание. Батет действовал решительно и жёстко, но без излишней жестокости. Войска окружили здание Генералидада в Барселоне и после того, как повстанцы стали стрелять в солдат, среди которых были убитые и раненые, правительственные силы подвергли его обстрелу. К утру 7 октября министры каталонского правительства сдались и были заключены под стражу на крейсере «Уругвай». Всего во время конфликта 46 человек погибли (в том числе в нескольких вооружённых уличных стычках) и 117 были ранены.
В это же время при подавлении африканскими частями под руководством генералов, отличившихся в войне в Марокко (в том числе Франко) рабочего восстания в Астурии, были убиты 1084 человека и ранены 2091. Впрочем, и восстание в Астурии носило более жестокий характер, чем в Барселоне — во время него восставшие убили 12 священников, семерых семинаристов, 18 монахов и сожгли 58 церквей. Своими действиями Батет предотвратил ввод в Барселону африканских частей, который мог иметь привести к массовому кровопролитию.
События в Каталонии привели к тому, что Батет подвергся критике со стороны как консервативных военных и крайне правых сил (настаивавших на более жестоких действиях и ставивших в пример генерала Франко), так и сторонников автономии Каталонии. Из-за этого семья Батета (состоявшая из глубоко верующих католиков) уже в период гражданской войны 1936—1939 подверглась преследованиям на республиканской территории, и только с помощью друга Батета Хосепа Таррадельяса смогла выехать во Францию. Положительно оценило деятельность Батета лишь правительство, которое наградило его орденом Сан-Фернандо.

### Противник военного заговора
В марте 1935 генерал Батет был назначен начальником военного кабинета президента республики Нисето Алькала Саморы. После прихода к власти Народного фронта и смещения Алькала Саморы с поста президента Батет по собственной просьбе был переведён командиром 6-й органической дивизии со штабом в Бургосе (13 июня 1936).
Во время подготовки военного выступления националистов в 1936 Батет был одним из решительных противников заговора и предупреждал правительство о возможности мятежа. Такая позиция генерала могла быть связана как с его республиканскими политическими взглядами, так и с членством в масонской ложе, которые в Испании были центрами либерального сообщества. 16 июля 1936 он по собственной инициативе встретился с одним из лидеров заговора, своим подчинённым генералом Эмилио Мола, и предложил ему дать слово, что он не участвует в конспирации. Мола дал слово в том, что не будет ввязываться в авантюры, не считая свой заговор таковой. 17 июля восстание началось в Марокко, и уже на следующий день Батет отказался выполнить требование поддержать националистов (оно исходило от его начальника штаба полковника Морено Кальдерона) и был арестован собственными подчинёнными.

## Гибель генерала
Более полугода генерал содержался в заключении, будучи обвинён в помощи восстанию (такое обвинение было связано с тем, что франкисты считали мятежниками не себя, а республиканцев, несмотря на их победу на выборах). Полковник Мигель Рибас де Пино, активный сторонник националистов, уверенный в то же время в невиновности Батета, был лишён возможности его защищать. 26 декабря 1936 Франко уволил Батета из армии, что привело к переводу из военной в гражданскую тюрьму — это было оскорбительно для военнослужащего. 8 января 1937 генерал был приговорён к смерти.
Два старших по званию и возрасту военачальника националистов — дивизионные генералы Гонсало Кейпо де Льяно (был на три года младше Батета) и Мигель Кабанельяс (ровесник Батета) — обратились к Франко с просьбой о помиловании ветерана испанской армии. Однако каудильо ответил отказом. Основной причиной такого решения считается месть Франко генералу Кейпо де Льяно, который в 1936 приказал расстрелять его друга генерала Мигеля Кампинса, несмотря на попытки вмешательства со стороны Франко. Существует также предположение, что Франко мог не простить Батету выводов его доклада, подготовленного в 1922.
Перед смертью Батет вёл себя мужественно. Накануне расстрела он написал короткое письмо детям, в котором завещал им быть хорошими гражданами и всегда выполнять свои обязанности. Генерал писал, что, пересматривая свою жизнь, он остаётся спокойным и удовлетворённым, и просил детей ориентироваться на его пример. Он оставил своему защитнику несколько сигарет, которые у него оставались, сказав, что больше не будет нуждаться в них. Перед расстрелом Батет сказал несколько фраз, свидетельствовавших о его христианской вере и испанском патриотизме. Генерал был похоронен в своём родном городе.

## Память о Батете
В конце 1990-х годов в память о Батете была названа улица в Барселоне. Социалисты предлагали назвать в его память и улицу в Бургосе. Бенедиктинский монах из монастыря Монтсеррат и историк Hilari Raguer (Илари Рагуер) написал биографию генерала с использованием личных документов Батета и материалов Военно-исторического архива Мадрида. Эта книга издана на каталонском языке.